# Smittia alpina
Smittia alpina är en tvåvingeart som beskrevs av Jean-Jacques Kieffer 1927. Smittia alpina ingår i släktet Smittia och familjen fjädermyggor.
Artens utbredningsområde är Frankrike. Inga underarter finns listade i Catalogue of Life.